# Ranunculus austrooreganus
Ranunculus austrooreganus är en ranunkelväxtart som beskrevs av L. Benson. Ranunculus austrooreganus ingår i släktet ranunkler, och familjen ranunkelväxter. Inga underarter finns listade i Catalogue of Life.